# Austrochaperina adelphe
Austrochaperina adelphe és una espècie de granota que viu a Austràlia.